# Dnestrovsc
Dnestrovsc (moldavskou cyrilicí: Днестровск, rusky Днестровск Dněstrovsk, ukrajinsky Дністровськ Dnistrovsk) je město v jihovýchodním Moldavsku, součást mezinárodně neuznané Podněsterské moldavské republiky. Žije zde 11 100 obyvatel, především Rusové, Moldavané a Ukrajinci. Město administrativně podléhá správě hlavního města Tiraspolu, od kterého se nachází asi 40 km daleko, okolní obce spadají do Slobodzejského rajonu.
Dnestrovsc byl založen roku 1961 poblíž osady Nězavěrtajlovka jako sídliště pro pracovníky právě budované tepelné elektrárny. Oficiální správa vznikla roku 1963, Dnestrovsc obdržel status sídlo městského typu. O rok později byl uveden do provozu první blok místní elektrárny, dnes nejvýkonnější v Podněstří i Moldavsku. Roku 2002 byl Dnestrovsc povýšen na město.